# 小宮山清三
小宮山 清三（こみやま せいぞう、1880年〈明治13年〉6月27日 - 1933年〈昭和8年〉11月4日）は、日本の地方政治家。山梨県出身で、旧姓は長谷部。

## 経歴
東京専門学校（早稲田大学の前身）卒業。
1914年に山梨県池田村（のち1949年に甲府市に編入）の村長に就任、その後1931年には県会議員となった。この間、御岳昇仙峡や湯村温泉郷の観光開発にも関わった。
小宮山は、地元山梨県のみならず、全国における消防団の育成普及に尽力し、大日本消防協会の設立にも関わった。
小宮山は美術品収集家でもあり、高麗青磁など朝鮮陶磁器の収集で知られる。甲府教会の会員で、ともに甲府教会会員である浅川伯教・巧兄弟とも交流があった。
柳宗悦は、1924年に浅川巧の紹介で初めて小宮山宅を訪れ、小宮山が所有していた木喰仏に出会い、その後の研究の契機となった。
甲府市にある「呂山園」には、小宮山清三頌徳碑が残されている。

## 著作
- 『消防道要領』小宮山清三、1923年8月1日。全国書誌番号:43043772 NDLJP:979534。
- 『農村消防の革新』大日本消防学会、1926年2月5日。
  - 『農村消防の革新』（再版）大日本消防学会、1926年10月7日。全国書誌番号:42030197 NDLJP:925944。
- 『消防と団体禁酒』大日本消防学会、1926年9月24日。全国書誌番号:42012017 NDLJP:917757。